# Castell de Bellver

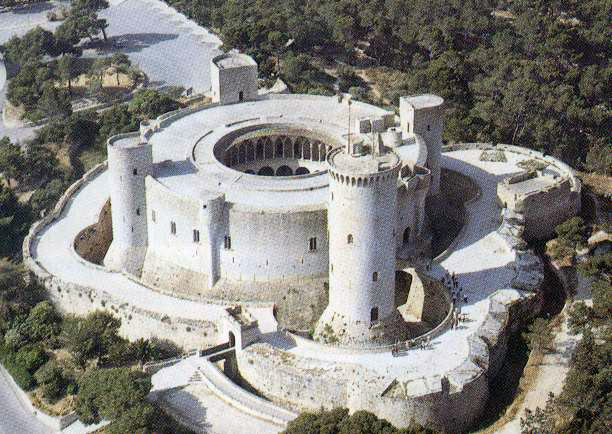
Castell de Bellver

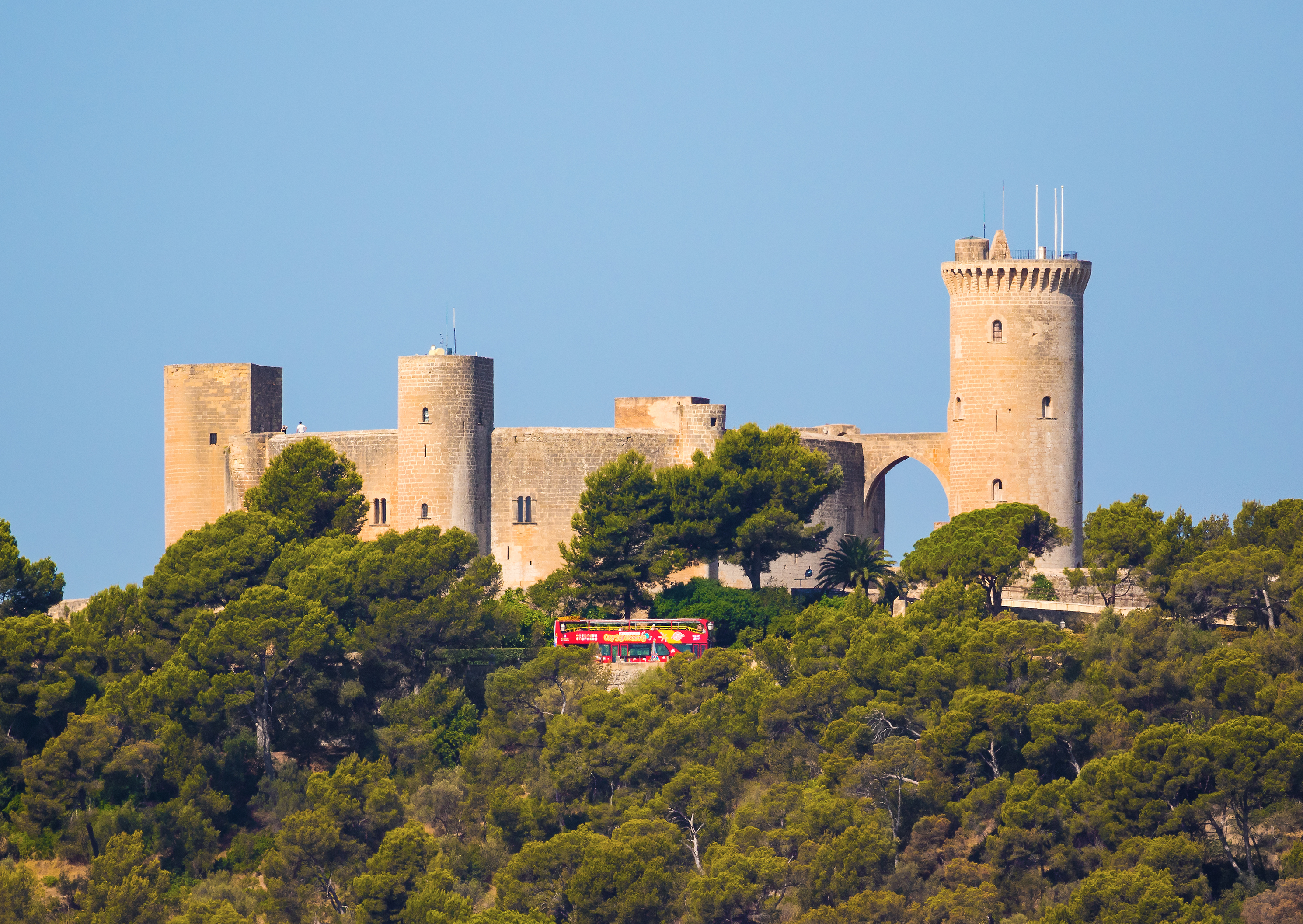
Castell de Bellver, Blick von Palma

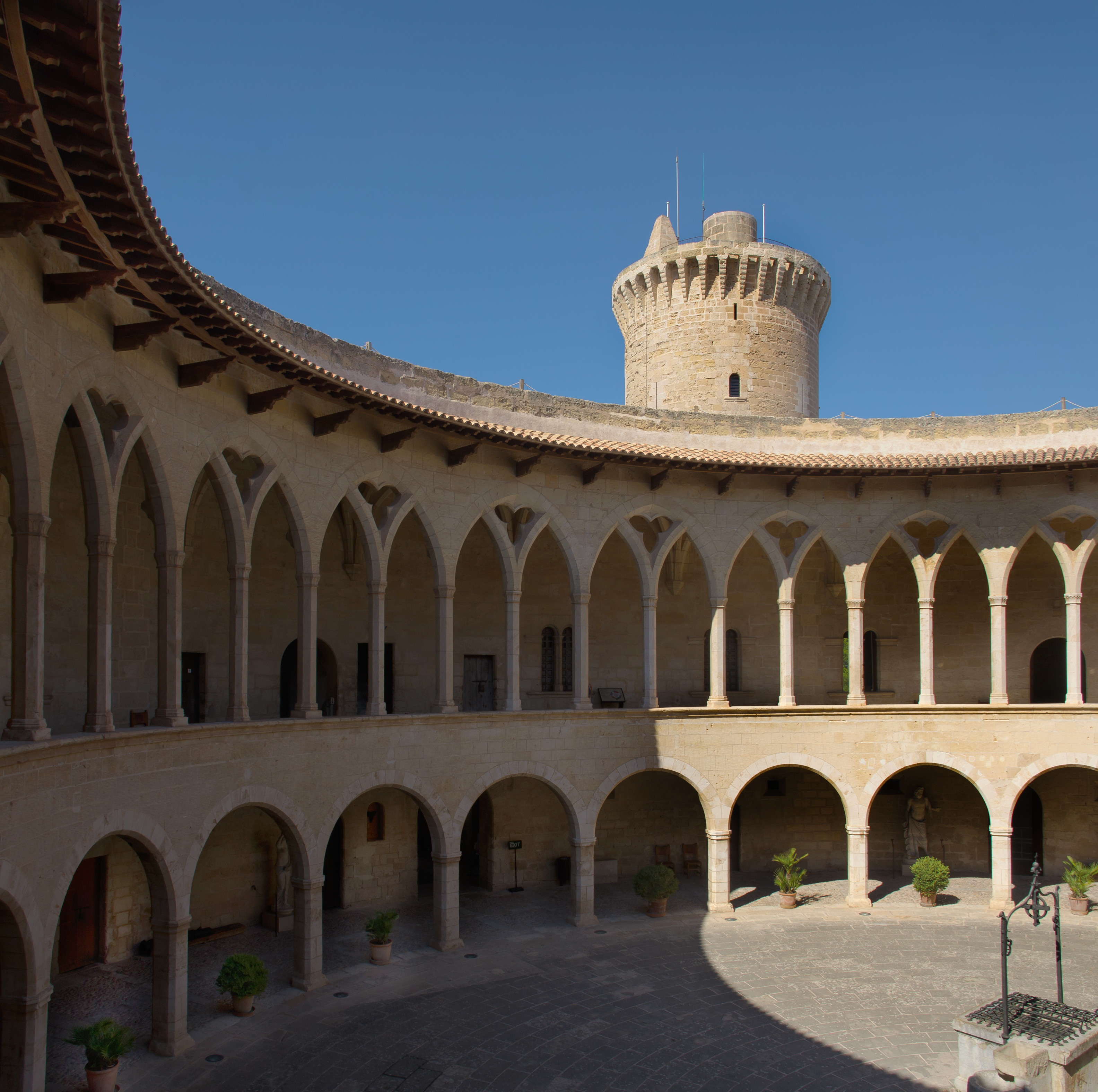
Innenhof

Das Castell de Bellver (‚Burg von Bellver‘ oder ,Burg des schönen Blicks') ist eine Festung, die über Palma, der Hauptstadt Mallorcas, thront.
Das 112,6 Meter über dem Meeresspiegel, etwa 3 km  westlich von der Innenstadt von Palma liegende Castell de Bellver gilt in Spanien und Europa als einmalig. Denn anders als die meisten Wehrbauten ist es kreisrund. Die Burg ist um den Innenhof herum gebaut, und auch die beiden den Hof umgebenden Stockwerke sind gerundet. Die Arkaden der unteren Etage sind romanisch. Der Säulengang des oberen Stockwerks ist gotisch. Der ganze Komplex wirkt von außen wehrhaft verschlossen und uneinnehmbar, während die zweistöckigen Loggien, die den Innenhof umgeben, mit ihren verspielten Säulen reine Lebensfreude ausdrücken.
Umgeben von einem 4 Meter breiten Graben hat die Burg drei Türme, die sich über den runden Teilen erheben, während sich der vierte Turm, der Torre de l’Homenatge, außerhalb des runden Baues befindet und durch eine kleine Brücke mit der eigentlichen Festung verbunden ist. Besucher erreichen ihn über die Terrasse im zweiten Stock, die ein strategischer Überwachungspunkt war. Von dort kann der Beobachter viele Kilometer landeinwärts und in Richtung Meer sehen. Dies hat der Burg auch ihren Namen gegeben: Bellver bedeutet übersetzt "schöner Blick".
Im Boden des Torre führt eine Bodenklappe in eine Höhle, die nur an einer Seite ein rechteckiges Fenster hat. Diese Höhle wurde als Verlies benutzt, in das die Gefangenen aus einer Höhe von 5 Meter geworfen wurden. Unter der Burg befindet sich ein künstlich angelegtes Höhlensystem, die Coves d’Avall, das durch den Materialabbau während der Bauarbeiten entstanden ist. Die Burg wurde über die Jahrhunderte immer wieder als Gefängnis genutzt. Der berühmteste Gefangene war Anfang des 19. Jahrhunderts (von 1802 bis 1808) der Justiz- und Steuerminister Gaspar Melchor de Jovellanos, der durch die Franzosen befreit wurde. Im Erdgeschoss  befindet sich seit 1936 das Museum zur Stadtgeschichte Palmas.

## Geschichte
- 1300 wurde der richtige Baumeister gefunden: Pere Salvà, der bereits den Almudaina-Palast umgebaut hatte.
- 1309 war das Bauwerk fertiggestellt. Jakob II. (Jaume II.) konnte mit dem Werk zufrieden sein. Er nutzte es als Schutzburg und Residenz.
- 1349, nachdem Jakob III. (Jaume III.) die Schlacht um Llucmajor verloren hatte, wurde die Burg für seine Witwe und Kinder zum Gefängnis.[4]
- Im 19. Jahrhundert wurden in der Burg Münzprägungen vorgenommen.[5]
- 1931 gab der Staat das Gebäude und den umliegenden Wald dem Stadtrat von Palma, welcher das Gebäude in ein Museum umwandelte.[1]